# Asociación Arcoíris
Asociación Arcoíris es una organización no gubernamental hondureña dedicada a la promoción y defensa de los derechos humanos de la comunidad LGBT en las ciudades de Tegucigalpa y Comayagüela de Honduras. Fundada en 2003, la organización trabaja en la sensibilización sobre la diversidad sexual, la atención en salud integral y el acceso a la justicia para personas LGBTIQ+.

## Historia
La Asociación Arcoíris fue fundada el 1 de agosto de 2003 con el objetivo de fortalecer el acceso a derechos y servicios de salud para la comunidad LGBT en Honduras. Desde sus inicios, ha trabajado en la prevención del VIH/SIDA, la asistencia a víctimas de violencia y la incidencia política para mejorar la legislación en favor de la diversidad sexual.
En octubre de 2006, la Asociación Arcoíris presentó una solicitud a la Secretaría de Gobernación, Justicia y Descentralización para obtener el estatus oficial de organización no gubernamental (ONG).
En 2014, la Asociación organizó la primera marcha del Orgullo LGBT en la capital de Honduras.
En 2015 las Brigadas Internacionales de Paz desarrollan una alianza con esta organización.
En 2016 Donny Reyes, director técnico de Asociación Arcoiris, recibió el Premio Activista Internacional del Año, en el marco de los premios GALAS.
En 2018 fueron parte de la Comité de la Diversidad Sexual de Honduras y de la elaboración de la «Guía de lineamientos básicos para facilitar la interacción con las Personas LGTB en los Procesos Electorales de Honduras» y de la Coalición Contra la Impunidad en 2017.

### Violencia y persecución
La organización ha sido blanco de ataques, amenazas y crímenes de odio en diversas ocasiones de su historia.
Un informe de Amnistía Internacional ya advertía sobre la grave situación de violencia y amenazas que enfrentaban los activistas de la Asociación Arcoíris y otras organizaciones LGBTI en Honduras. 
En 2006, la Asociación Arcoíris sufrió una serie de ataques que afectaron su labor y seguridad. El 12 de junio y el 1 de julio de ese año, sus oficinas fueron allanadas por la policía, quienes sustrajeron documentos y causaron daños en el mobiliario y los equipos informáticos, aunque no se registró el robo de objetos de valor. Durante ese mismo período, el entonces director de la organización fue agredido en la vía pública. Debido a la creciente amenaza contra su seguridad, el director abandonó Honduras en diciembre de ese año y solicitó asilo en España. El siguiente año, el tesorero de la organización fue detenido arbitrariamente y violado por los policías. La justicia indicó que no hubo delito cometido. En septiembre de 2013, sus oficinas fueron allanadas en dos ocasiones.
Entre 2015 y 2016, la Asociación Arcoíris enfrentó una escalada de violencia en Honduras. Durante este período, seis de sus miembros fueron asesinados, y otros sufrieron intimidaciones, hostigamientos y agresiones físicas. Algunos empleados se vieron obligados a abandonar el país debido a las amenazas recibidas. El 24 de marzo de 2016, el defensor Juan José Zambrano fue víctima de un intento de asesinato en la ciudad de La Ceiba, donde un grupo de hombres le disparó, causándole heridas graves. Dias después, el 29 de marzo de 2016, la defensora de derechos humanos y mujer transgénero Jlo Córdoba fue atacada en Tegucigalpa. Un hombre no identificado le disparó dos veces, hiriéndola en la mano y el pecho.
A pesar de estas amenazas, la organización ha continuado su labor en defensa de los derechos humanos y ha denunciado la impunidad en los casos de violencia contra personas LGBTIQ+ en Honduras.

## Trabajo como organización
A través de campañas comunicacionales, ha informado sobre sus actividades, campañas de sensibilización y denuncias de violaciones a los derechos humanos.
La organización ha trabajado en la educación y la prevención del VIH/SIDA, la promoción de políticas inclusivas y el acompañamiento a víctimas de discriminación y violencia. Además, han documentado los ataques y amenazas sufridos por sus miembros, visibilizando el contexto de riesgo en el que operan las organizaciones defensoras de derechos LGBTIQ+ en el país.
La organización ha trabajado en convocatoria de la comunidad para movilizar apoyo en eventos, como marchas del Orgullo LGBT, foros y actividades de incidencia política. A pesar de las amenazas y agresiones que ha enfrentado, Arcoíris ha mantenido una presencia activa en redes sociales, consolidando su papel como un referente en la lucha por los derechos humanos en Honduras.

## Literatura complementaria
- «"Fear is part of my life"». GCN (316). Abril de 2016. p. 18-19. Consultado el 21 de febrero de 2025.